# پراچی تهلان
پراچی تهلان (انگلیسی: Prachi Tehlan؛ زادهٔ ۲ اکتبر ۱۹۹۳) بازیکن حرفه‌ای بسکتبال و نتبال اهل هند است که همچنین به عنوان بازیگر در صنعت تلویزیون و سینمای هند فعالیت داشته است. او به عنوان کاپیتان تیم ملی نتبال هند در بازی‌های مشترک‌المنافع ۲۰۱۰ شناخته شد و در معرفی و پیشرفت این ورزش در هند نقش مهمی داشت.

## دوران ورزشی
تهلان از دوران نوجوانی به ورزش علاقه داشت و در رشته‌های بسکتبال و نتبال فعالیت می‌کرد. او در سال ۲۰۰۸ به تیم ملی نتبال هند پیوست و به عنوان کاپیتان تیم در بازی‌های مشترک‌المنافع ۲۰۱۰ که در دهلی نو برگزار شد، حضور داشت. تحت رهبری او، تیم هند به یکی از تیم‌های مطرح نتبال آسیا تبدیل شد.
علاوه بر نتبال، تهلان در رشته بسکتبال نیز فعال بود و در چندین رقابت ملی برای تیم‌های ایالتی هند بازی کرد. او به دلیل قد بلند، توانایی‌های دفاعی و مهارت در بازی‌سازی مورد توجه مربیان ورزشی قرار گرفت.

## ورود به صنعت سینما
پس از موفقیت‌های ورزشی، تهلان وارد دنیای بازیگری شد. اولین حضور تلویزیونی او در سال ۲۰۱۶ با سریال Diya Aur Baati Hum در شبکه Star Plus بود، که در آن نقش آرشا را ایفا کرد. عملکرد او مورد توجه قرار گرفت و باعث شد در پروژه‌های بیشتری حضور پیدا کند.
در سال ۲۰۱۷، او وارد صنعت سینمای پنجابی شد و در فیلم Arjan بازی کرد. پس از آن، در فیلم‌های دیگری مانند Bailaras نیز نقش‌آفرینی کرد. در سال ۲۰۲۰، او در فیلم مالایالمی Mamangam در کنار ماموتی، ستاره مشهور سینمای هند، ظاهر شد.

## زندگی شخصی
تهلان در دهلی، هند متولد شد و تحصیلات خود را در زمینه مدیریت کسب‌وکار ادامه داد. او علاوه بر ورزش و بازیگری، در فعالیت‌های اجتماعی نیز مشارکت دارد و به ترویج ورزش بین جوانان هند کمک می‌کند.

## افتخارات
- کاپیتان تیم ملی نتبال هند در بازی‌های مشترک‌المنافع ۲۰۱۰
- قهرمانی در رقابت‌های بین‌المللی نتبال آسیا
- حضور در بسکتبال ایالتی هند به عنوان بازیکن برتر

تهلان با فعالیت در حوزه‌های مختلف از ورزش گرفته تا سینما، یکی از چهره‌های الهام‌بخش جوانان در هند محسوب می‌شود.